# Imeľ
Imeľ (in ungherese Ímely) è un comune della Slovacchia facente parte del distretto di Komárno, nella regione di Nitra.